# Pfarrkirche Pramet

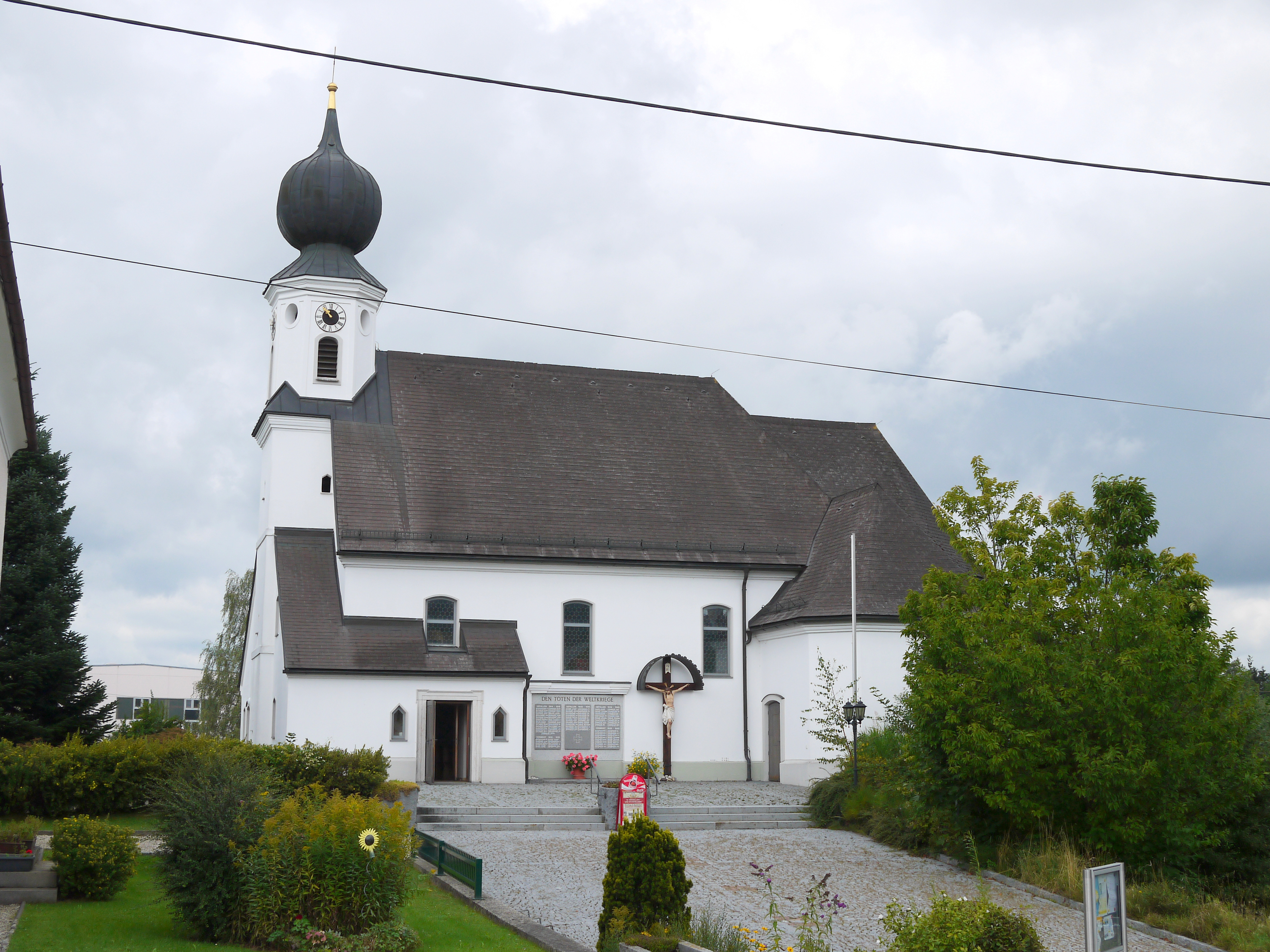
Pfarrkirche Mariä Heimsuchung in Pramet

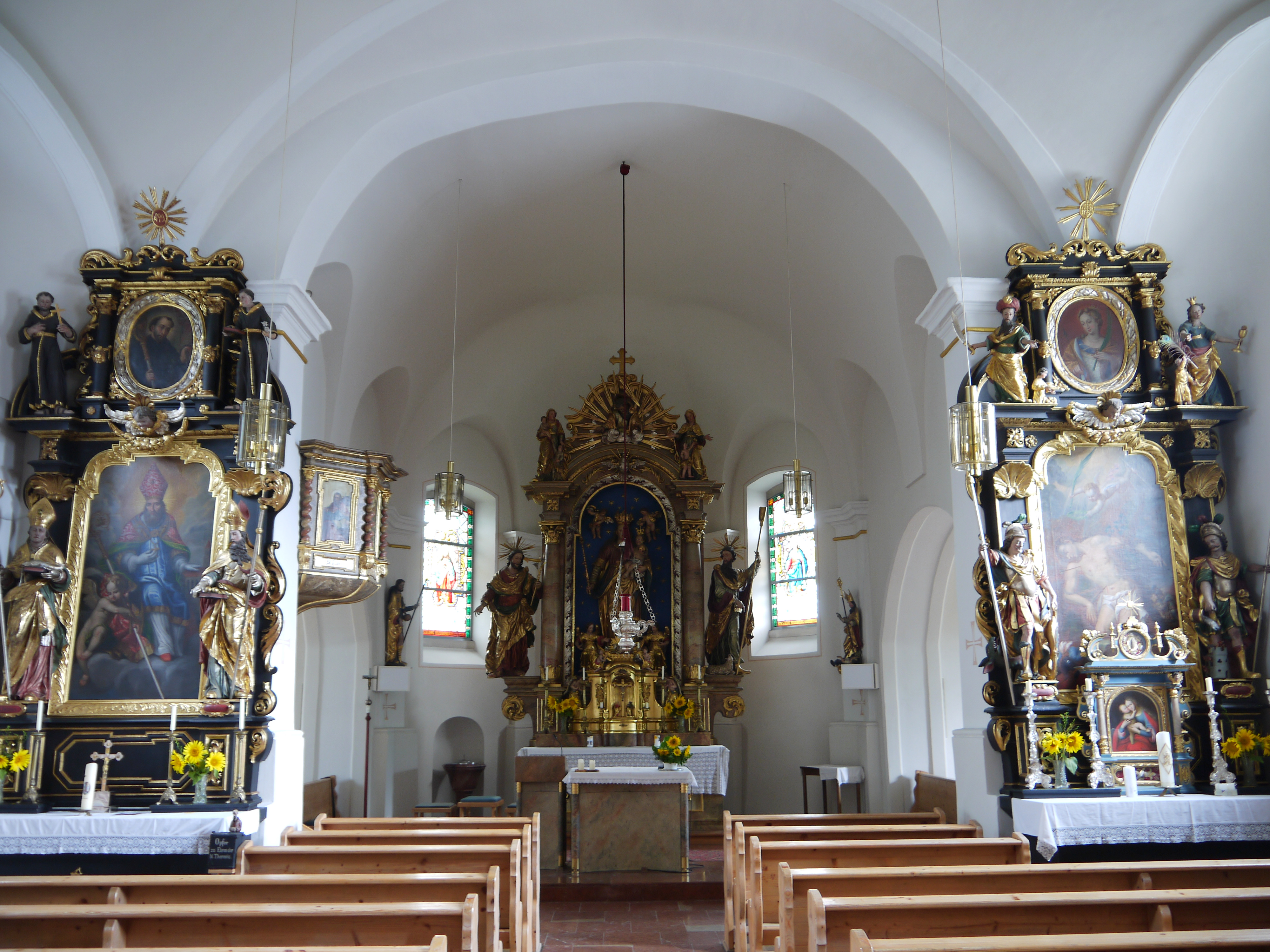
Vom Langhaus zum Chor

Die Pfarrkirche Pramet steht im Ort Pramet in der Gemeinde Pramet in Oberösterreich. Die römisch-katholische Pfarrkirche Mariä Heimsuchung gehört zum Dekanat Ried im Innkreis in der Diözese Linz. Die Kirche steht unter Denkmalschutz.

## Geschichte
Die Kirche wurde 1371 urkundlich genannt. Die gotische Kirche wurde 1685 barockisiert.

## Architektur
Die malerisch auf einer kleinen Erhebung stehende Kirche hat ein einschiffiges dreijochiges kreuzgewölbtes Langhaus und einen eingezogenen zweijochigen stichkappengewölbten Chor mit einem Dreiachtelschluss. Der Westturm wurde oben achteckig erhöht und erhielt einen barocken Zwiebelhelm.

## Ausstattung
Der Hochaltar um 1690 mit den Figuren Josef und Joachim aus der Bauzeit wurde später verändert und trägt mittig die Figur Maria mit Kind von Marx Frickinger (1622). Der Tabernakel um 1730 wurde aus Mettmach übertragen. Die Seitenaltäre entstanden etwa um die Zeit des Hochaltares. Ein Hausaltärchen aus der 1. Hälfte des 17. Jahrhunderts zeigt ein Mariahilf-Bild.